# Municipio 8 Newlin
El municipio 8 Newlin (en inglés: Township 8, Newlin) es un municipio ubicado en el  condado de Alamance en el estado estadounidense de Carolina del Norte. En el año 2010 tenía una población de 6.349 habitantes.

## Geografía
El municipio 8 Newlin se encuentra ubicado en las coordenadas 35°53′45.8″N 79°21′12.69″O / 35.896056, -79.3535250.